# История Дзержинска (Минская область)

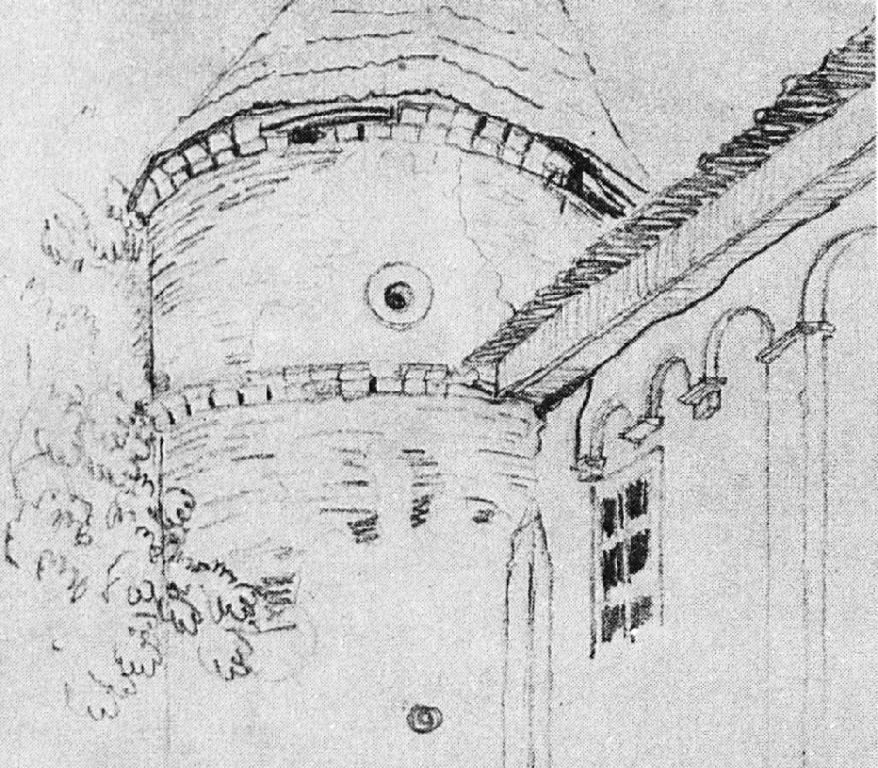
Замковая башня, XIX в.

Дзержи́нск (бел. Дзяржынск; до 1932 года — Койданово, бел. Койданава) — город в Минской области. До 1932 года имел статус местечка и обладал магдебургским правом, ранее являлся центром Койдановской волости, древним замком Великого княжества Литовского. До нашего времени здесь сохранился деревянный костёл Святой Анны в стиле барокко, памятник архитектуры XVIII века. Частично разрушен советскими властями. Среди местных достопримечательностей выделялись кальвинский сбор и замок, памятники архитектуры XVI—XVII веков, были разобраны на стройматериалы для здания больницы.

## Раннее Средневековье

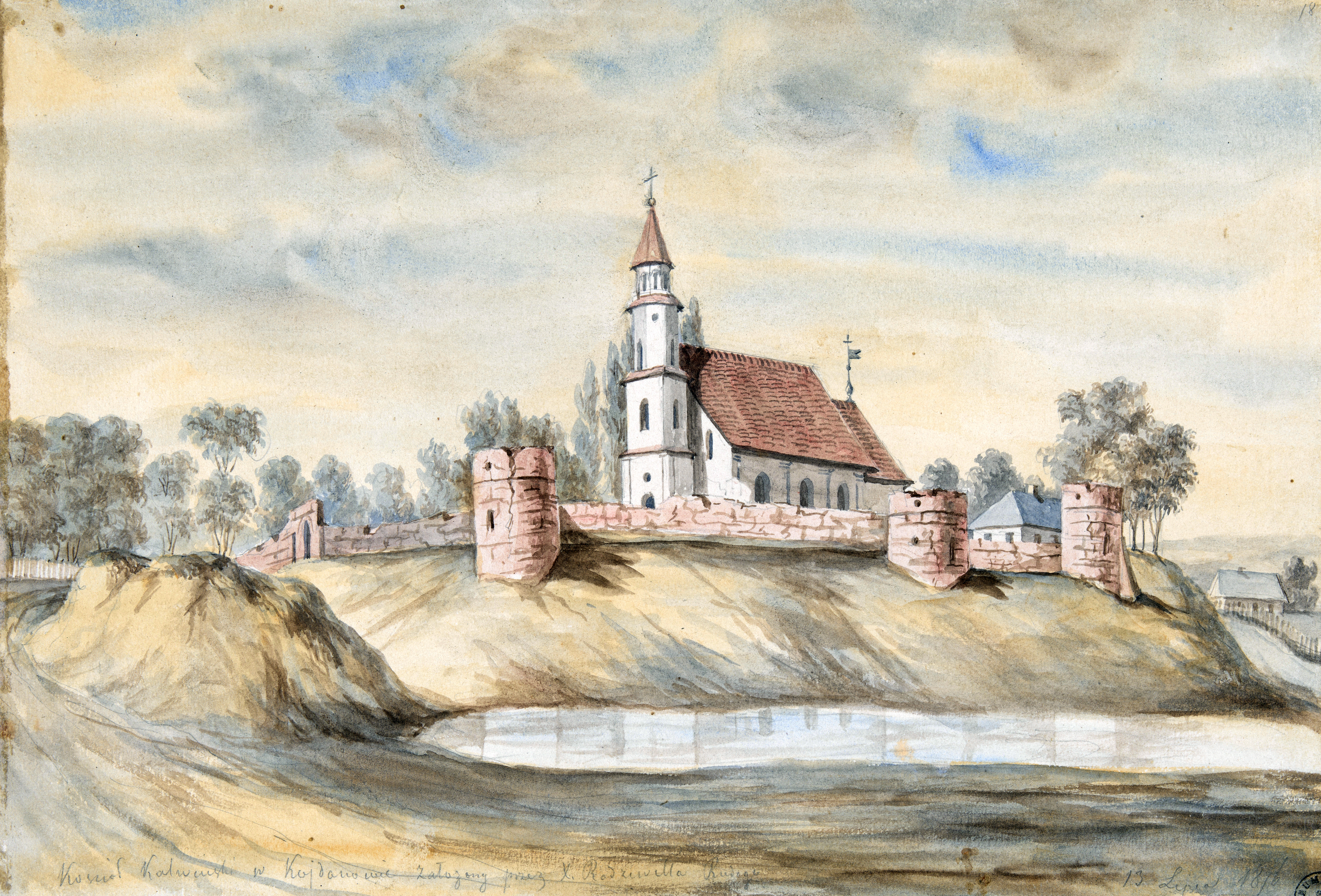
Койдановский замок. Н. Орда, 1876 г.

Официальной датой основания современного Дзержинска считается 1146 год, когда поселение упоминается под названием «Крутогорье» в предании о старой Покровской деревянной церкви. Однако современные энциклопедические справочники рассматривают эти сведения только как вероятные и датируют первый точный письменный упоминает 1442 годом.
В XII в. Койданов вошел в состав Полоцкого, позже Минского княжества. К XIII в. завершилось возведение деревянного замка.

### Крутогорская битва XIII века
Согласно хроникам Быховца Великого княжества Литовского, М. Стрийковскому, летописям археологического общества и другим источникам, в XIII веке около Крутогорья произошла битва между войсками Великого княжества Литовского и татарами.
В союзе с татарами выступили галицкие князья Даниил и Василько, которые мстили Миндовгу за ограбление княжества. Татары и их союзники были разбиты. По легенде, татарскими войсками командовал хан Койдан (Кайдан). Если данные о участии Даниила Галицкого и Василька Волынского верны битва могла произойти только при жизни обоих, т.е. до 1264 года(смерть Даниила). Поход Миндовга на земли Василька произошёл после похода в Мазовию, убийства князя Семовита, пленения его сына Болеслава(1262). Грабёж польских земель закончился отступлением Литвы и союзного с ней третьего сына Даниила Галицкого Шварна, зятя Миндовга. Во время отступления грабителей догнала мазовецкая шляхта около населённого пункта Длугосиодло. Битва закончилась победой союзников над поляками(5 VIII 1262). Как пишет Галицко - Волынская летопись после похода Миндовг вспомнил, что Василько грабил его земли вместе с Бурундаем несколькими годами ранее, что и стало причиной его грабительского похода на Волынь.
Здесь он якобы был убит и похоронен; татары, которые были с ним, поселились на этой земле, а их потомки живут здесь и сейчас. После этой битвы Крутогорье получило название Койданово. Однако летописи, повествующие о XIII веке, не упоминают никакого хана Койдана.
Позднее упоминание битвы (спустя 3—4 века после события), упоминание мифических лиц и множество противоречий, дают основание полагать, что битва под Крутогорьем — это вероятнее всего миф, созданный в XVI—XVII веках.
В реальности Кайдан упоминается в источниках XIII века, нп. во время осады Киева 1240 года, как один из вождей монгольской армии. Длугош писал о том, что его отряд опустошал Польшу(1242). Битва могла произойти во время совместного карательного похода монголов у русских князей в 60-е годы XIII века на Литву. Как записано в Галицко - Волынской Летописи, в нём участвовали войска восточнорусских княжеств, как нп. Брянского. Брянск после нашествия монголов и разрушения столицы княжества стал временной резиденцией Черниговской земли. Поход в общем был не очень удачным.

## Великое княжество Литовское и Речь Посполитая (до 1793 года)

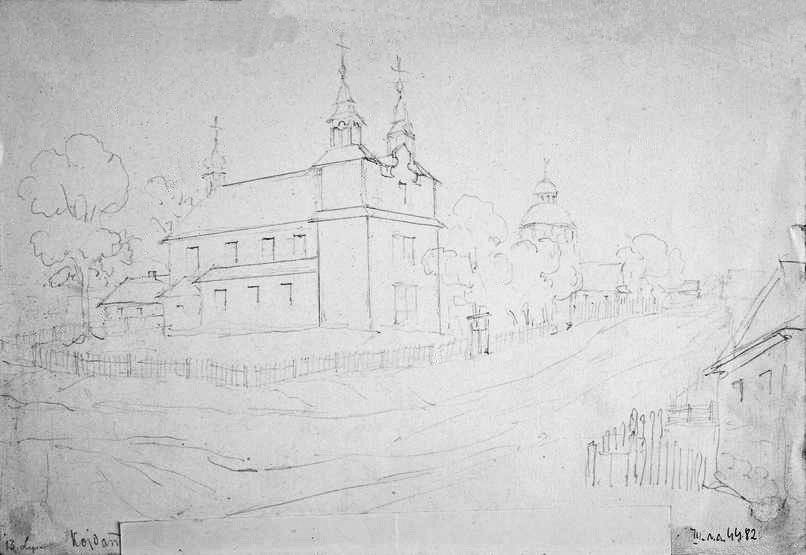
Плебанская улица, костёл и церковь. Н. Орда, 1876 год

Название «Койданово», с точки зрения топонимики, является притяжательным прилагательным от имени Койдан (принадлежащее Койдану). После смерти Тохтамыша в 1406-м году, многие его приближенные получили от Витовта наделы и остались жить в Литве, бросив свои земли в Золотой Орде. Имя Койдан на русский язык как раз переводится как «бросивший земли».
Впервые поселение под названием Койданово упоминается около 1439 года, когда тут был основан один из первых костёлов на территории современной Белоруссии; потом в 1445 году, в связи с передачей Койданово вместе с другими городами Великим князем Литовским Казимиром IV Ягелончиком своему брату Михаилу Жигимонтовичу. В 1483 году поселение перешло к князю Василию Михайловичу Верейскому (правнуку Дмитрия Донского). После смерти князя Василия Верейского с 1501 года им владела его жена Мария. В результате брака её дочери с канцлером ВКЛ Альбрехтом Гаштольдом в 1522 году перешло к Гаштольдам. С этого времени в документах поселение иногда называли «Гаштольдово». В 1502 и 1503 годах поселение дважды было сожжено крымскими татарами.
В 1542 году владельцем Койданово стал польский король Сигизмунд I Старый, который в следующем году передал город своему сыну Сигизмунду II Августу. Город являлся центром Койдановского староства, позднее — графства. В 1550 Сигизмунд II Август отдал Койданово с замком брату жены Барбары Николаю Радзивиллу Рыжему. Радзивиллы владели Койдановым до 1831 года. С 1566 года в составе Минского воеводства Литовского княжества.
Со второй половины XVI века это один из крупнейших центров кальвинизма. Около 1564 года был построен деревянный кальвинистский храм (с 1613 года — каменный, до наших дней не сохранился). Действовала плебания, школа, богадельня. Согласно переписи 1588 года — местечко, 120 дымов, замок, ратуша, кальвинистский храм, костёл, рынок, 2 корчмы, 4 водяные мельницы, фольварочные хозяйственные постройки, улицы: Рыночная, Рубежевичская, Слуцкая, Виленская, Минская, Станьковская, Плебанская.
Польский король Сигизмунд III Ваза дал жителям право проводить две большие ярмарки в год: на Сретение и Троицу, и еженедельный базар. Позднее ярмарки стали действовать и на Юрия (в мае), и на Покров. В 1620 году центром Койданово была рыночная площадь, которая с четырёх сторон была застроена домами ремесленников и торговцев. Здесь располагались 5 лавок, корчма, 23 мещанские двора. В местечке насчитывалось 110 дворов. Во время русско-польской войны 1654—1667 годов местечко несколько раз было сожжено, особенно сильно оно пострадало в 1655 году. В 1791 году насчитывалось 134 дымы.

## Российская империя
В результате 2-го раздела Речи Посполитой в 1793 году Минское воеводство вместе с другими белорусскими провинциями были присоединены к Российской империи. Койданово стало центром одноимённой волости Минского уезда. В 1796 году насчитывалось 709 дворов, 14 виноделень, 10 мельниц, маслобоен и другой инфраструктуры. В это же время Койданово получило собственный герб — изображение ветвей дуба и оливы.

### Койдановский бой 1812 года
Летом 1812 года в Российскую империю вошла наполеоновская армия.
Вскоре французы заняли Койданово, организовали в нем подпрефектуру и начали налаживать тыл. Через местечко пролегал так называемый французский этапный путь. В местечке был организован большой продовольственный склад. Большинство местного населения поддержало французов, так как видело в них освободителей от оккупировавших земли Великого княжества Литовского российских властей. "Na obszarze Mińszczyzny mieszczanie z Kojdanowa stanęli do walki z kozakami, nie czekając na oddziały francuskie. Jak raportował pułkownik Méda: „Mieszkańcy Kojdanowa okazali wiele gorliwości i dobrej woli dla strony francuskiej". (Litwa i Napoleon w 1812 roku. Dariusz Nawrot. Miejsce wydania: Katowice. Rok wydania: 2008., Стр. 245)
15 ноября 1812 года близ местечка, на дороге на Минск, состоялся бой между русским авангардом К. В. Ламберта и французско-польском отрядом Ф. К. Косецкого. 11 ноября Ламберт направил отряд полковника Кноринга до Несвижа, а сам с главными силами 13 ноября выбил части генерала Касецкого из Нового Сверженя. Это стало неожиданностью для французов. Наступление русских войск было таким стремительным, что французы не успели уничтожить мост через реку Неман. Косецкий отступил до Койданова, а затем за местечко, где 15 ноября произошёл главный бой. На стороне французских войск сражался 22-й пехотный полк полковника графа Станислава Чапского, который состоял в основном из шляхты, вольных людей и крестьян из околиц Станькова. Французы потеряли здесь около 3 тысяч солдат пленными, а за два дня (13—15 ноября) более 1 тысячи убитых. В результате Койдановского боя был открыт путь для 3-й Западной армии Чичагова на Минск и Борисов.

### Середина XIX—начало XX века
После восстания 1831 года город перешел в государственное владение.
В середине XIX века Койданово представляло собой небольшой городок. В нем жили ремесленники и мелкие торговцы. Значительная часть жителей занималась сельским хозяйством. В результате реформы 1861 года крестьяне оставались подавленным сословием. В ответ на грабительскую реформу в Беларуси начались массовые выступления крестьян. В 1866 году — 234 двора, 1383 жителя, а в 1883 году проживало уже около 5 тысяч жителей.
В 1871 через Койданово прошла железная дорога, движение по которой началось 28 ноября. Первый поезд был отправлен по маршруту Минск-Брест. Построен 2-этажный вокзал. В Койданове в пореформенные годы появились винодельческо-дрожжевой и лесопильный заводы, щетинная фабрика, фабрика по переработке льна. В 1899 году начала выпускать изделия спичечная фабрика «Дружина». С 1916 года работала фабрика сухих изделий.
Большое развитие получило садоводство, которое в 1870-е годы имело промышленное значение. Койдановские фрукты вывозили на продажу в Минск и другие города.

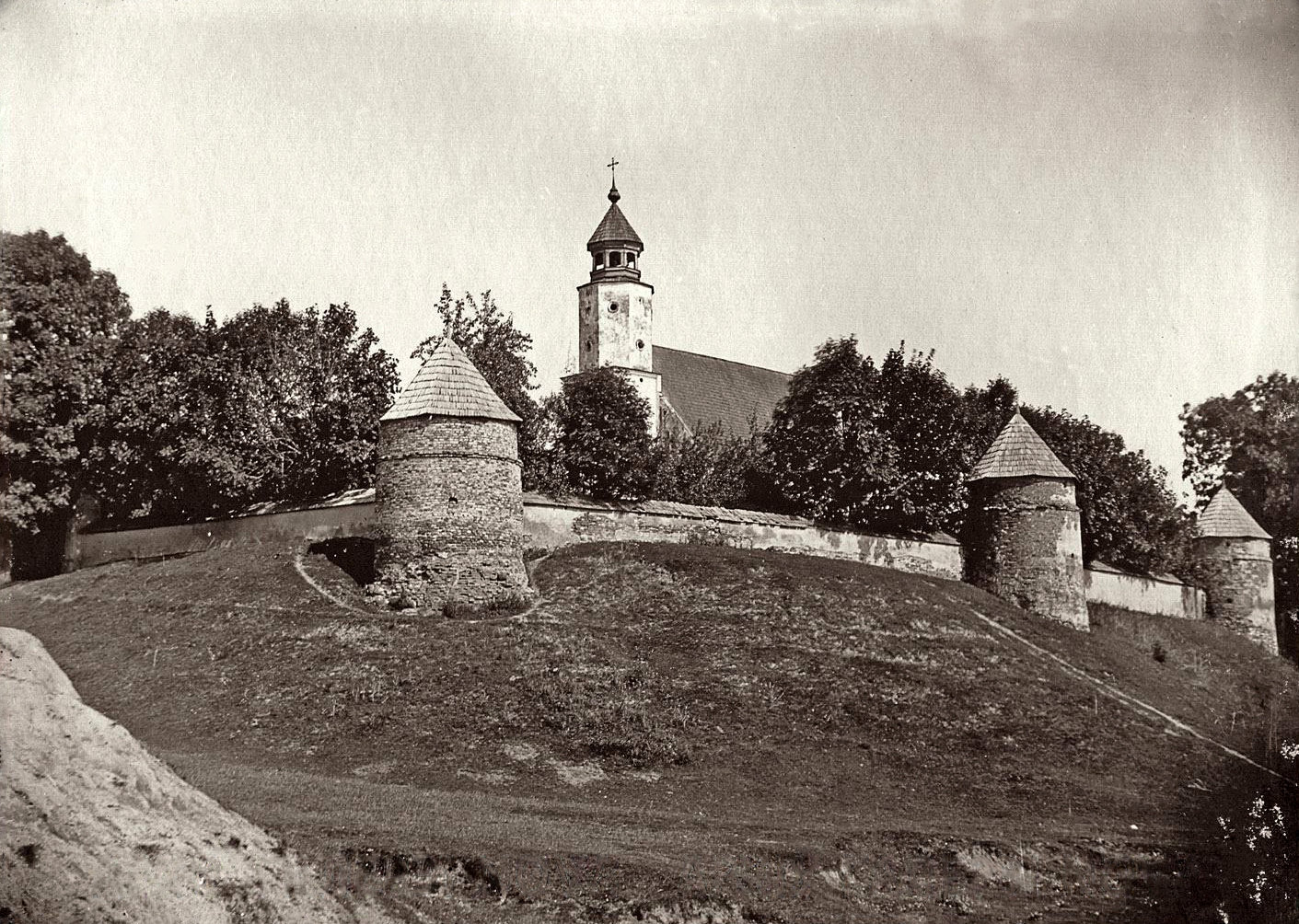
Койдановский замок в 1900 году

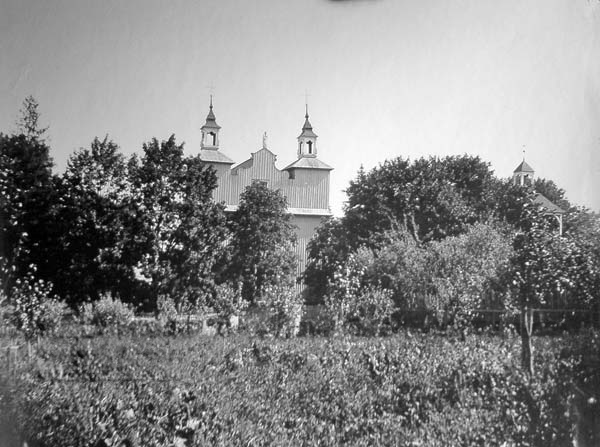
Костёл святой Анны в 1900 году

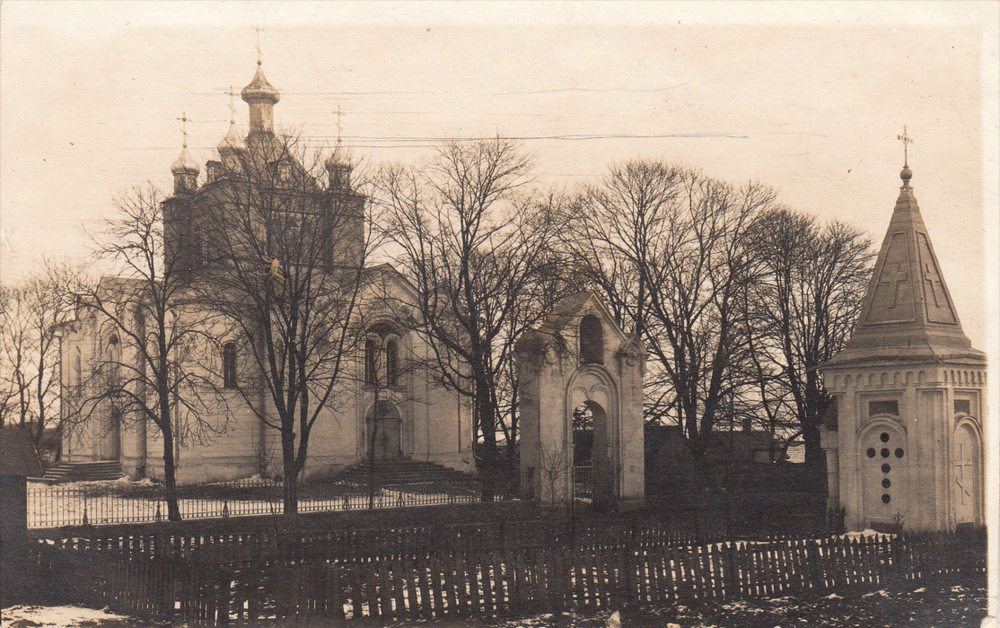
Покровская церковь в 1918 году

В конце XIX—начале XX века в Койданове были православная церковь, кальвинский сбор, костел, народное и городское училища, синагога; 2 еврейские школы, богадельня, более 30 магазинов, паровая мельница, бровары, на год 6 крупных базаров.
Положение рабочих на предприятиях было тяжёлым, рабочий день продолжался 13-14 часов. Широко применялась работа женщин, подростков и детей. Рабочие не мирились с жесткой эксплуатацией, политическим бесправием. Пропаганду социал-демократических идей на Койдановщине начал Н.Китаевич, работавший на лесопильном заводе. В социал-демократический кружок вошло до 10 человек. Они занимались распространением нелегальной литературы.
В марте 1900 года состоялась первая стачка рабочих Дзержинска. Ее начали портные, которые требовали увеличения заработной работы. В ночь на 25 марта 1901 года в Дзержинске состоялось собрание рабочих (присутствовали более 100 человек), на котором обсуждались вопросы о пропаганде социал-демократических идей, об организации в мае 1901 года антиправительственной демонстрации. В ночь на 26 марта состоялось второе собрание рабочих (присутствовали около 50 человек). Сходы проходили тайно в полуразрушенном кальвинистском сборе.
Первая русская революция 1905—1907 годов подняла на борьбу с царизмом широкие народные массы. События «Кровавого воскресенья» в Петербурге долетели и до местечка Койданово. В ответ на расправу 24 февраля 1905 года забастовали все рабочие спичечной фабрики «Дружна» (200 человек). Против существующих порядков выступали и крестьяне.

### Революционный период (1917 год)

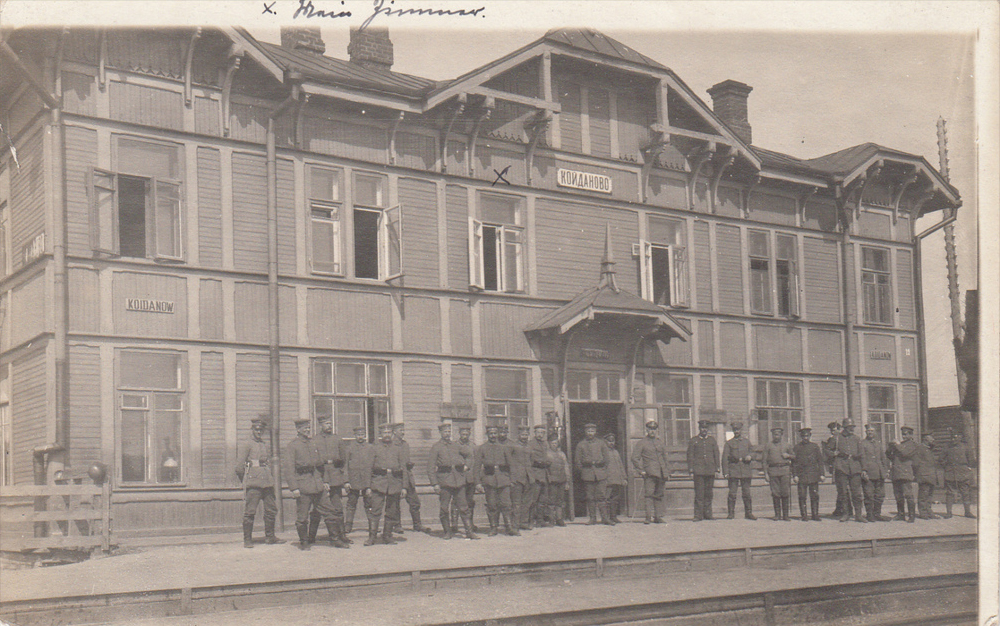
Станция Койданово в 1918 году, здание вокзала

События Февральской революции докатились до западных губерний довольно быстро. В местечке Койданово первыми об отречении царя и переходе власти Временному правительству узнали по своим каналам связи военнослужащие. Под воздействием этих событий начался слом прежнего царского режима. Прежде всего, были обезоружены и отстранены от выполнения своих обязанностей пристав Илюкевич и урядник Шпиленя. Но местечковое население не торопилось проявлять активность, боясь реставрации монархии. Чтобы не допустить безвластия и волнений, в местечке был создан волостной исполнительный комитет. В сельской местности прежние деревенские старосты остались на местах.
3 марта 1917 года в Койданово прошла первая революционная демонстрация. Пройдя с транспарантами и флагами по Новоминской улице (ныне 1-я Ленинская) и свернув на Паработскую (ныне улица Карла Маркса), армейская колона подошла к пожарному депо (в районе нынешней швейной фабрики). Напротив находилась большая площадь, на которой и состоялся митинг. Перед собравшимися выступили офицеры, которые призвали к спокойствию и продолжению войны до победного конца. О своей поддержке Временного правительства заявили и представители местной интеллигенции, которые примкнули к митингующим.
В середине марта в воинских подразделениях прошли общие собрания, на которых был создан Койдановский Совет солдатских и офицерских депутатов. Его председателем стал Александр Воронский. На одном из заседаний Совета были рассмотрены вопросы о взаимодействии с гражданскими органами власти и об искоренении пьянства и азартных игр.
К лету 1917 года стало понятно, что Западный фронт окончательно разваливается. Ситуация стала неконтролируемой. Колоны дезертиров никому не подчинялись и, проходя через населенные пункты, занимались грабежами и мародерством, чтобы затем в пути перепродавать добытое незаконным путем. В такой неспокойной обстановке в Койданово был создан вооруженный отряд во главе с инспектором высшей начальной школы Толстиком. В него вошли учащиеся старших классов. Они ездили по территории на автомобиле и обеспечивали порядок на улицах. В особо опасных случаях к ним присоединялись два балтийских матроса, которые вооружили свой автомобиль пулеметом. Именно они спасли местечко от погрома, когда через него начали проходить войска туркестанской дивизии.
Весть об Октябрьской революции в Петрограде дошла до Койданово только в середине ноября 1917 года. Под влиянием этих событий в местечке был создан Военно-революционный комитет. В него вошли местные большевики Недведский, Векша и другие. Прежние органы власти были распущены.
В конце декабря 1917 года койдановский ревком был преобразован в Совет рабочих, солдатских и крестьянских депутатов. Как высший орган хозяйственного и административного управления в волости Совет взял на учет помещичьи земли с целью их распределения между бедными слоями крестьянства. Решительно пресекались все попытки мародерства, спекуляции и погромов, особенно еврейского населения. Было введено бесплатное образование и медицинское обслуживание. Такие меры значительно укрепили доверие к советской власти в Койдановской волости. Но эти преобразования прервала германская интервенция, начавшаяся в феврале 1918 года.

### Койдановская независимая республика

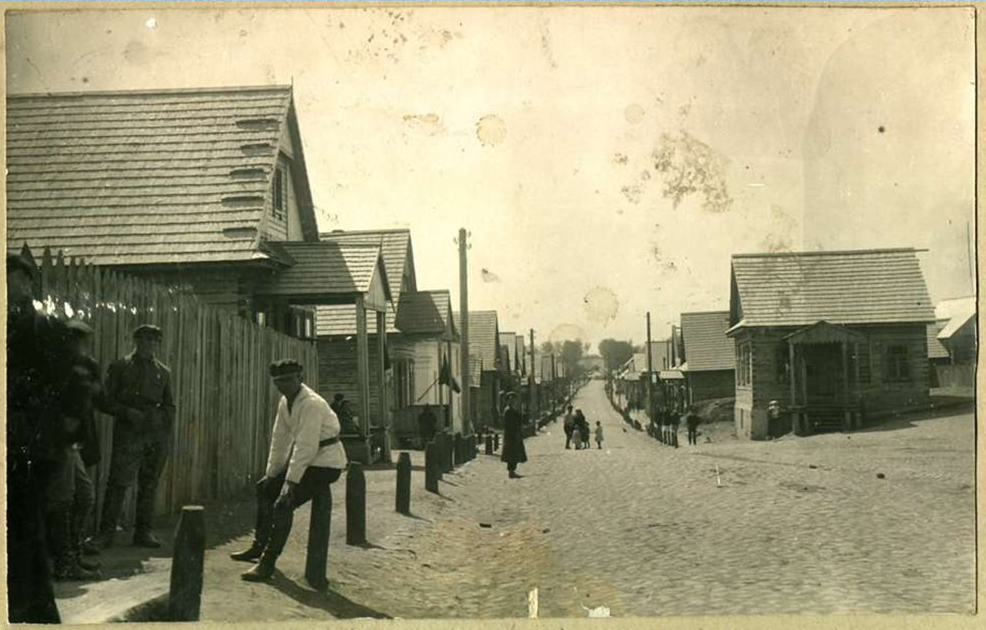
Слуцкая улица в Койданове, 1925 год

В ноябре 1920 года в «нейтральной зоне» между Красной и польской армией была создана Койдановская независимая (самостоятельная) республика в результате организованного антибольшевистского восстания (руководитель Павел Калечиц). Повстанческий штаб располагался в фольварке Яново возле деревни Дягильно, базы повстанцев находились в деревнях Дягильно и Касиловичи. Повстанцы издали обращение к населению, в котором призывали бороться «за вольную Беларусь», издали приказ об организации защиты местечка. Власть «республики» просуществовала не более 4-х дней. После ее ликвидации частями Красной Армии борьба приобрела форму партизанской борьбы, которая продолжалась до подписания Рижского мирного договора 1921 года.

## Межвоенный период (1920—1941 годы)
Существование «нейтральной зоны» закончилось 1 апреля 1921 года, когда пограничная комиссия установила государственную границу между Польшей и Советской Белоруссией. Койданово стало центром пограничной волости.
Переход к мирному строительству проходил в тяжелых условиях. Промышленные предприятия были разрушены и сожжены. Разорённой оказалось и сельское хозяйство. Понадобились значительные усилия, чтобы ликвидировать последствия двух войн.
С 17 июля 1924 года Койданово — центр образованного в результате реорганизации района, который 15 марта 1932 года реорганизован в Дзержинский польский национальный район.

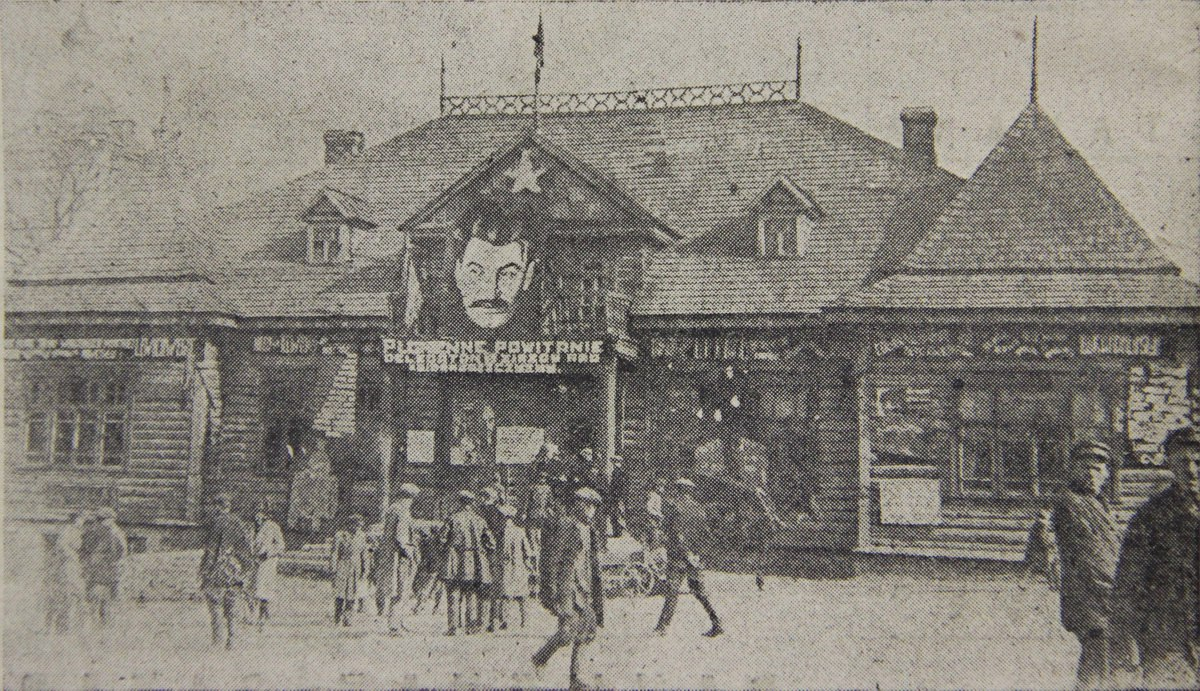
Народный Дом в Дзержинске, 1932 год

3 мая 1932 года местечко приобрело статус города. 29 июня 1932 года город был переименован в Дзержинск. В 1934 году в центре города, в сквере, был поставлен памятник Ф. Э. Дзержинскому (скульптор А. В. Грубе). На открытии памятника присутствовала семья Дзержинского. В Великую Отечественную войну памятник уничтожен немецко-фашистскими оккупантами, после войны был восстановлен. 18 февраля 1930 года в Дзержинске организована первая в Беларуси МТС.
С 31 июля 1937 года до 4 февраля 1939 года, после ликвидации польской автономии, город находился в составе Минского района, потом снова стал центром восстановленного района. Началось скорейшее развитие города, его промышленности, культуры. В 1939 году в Дзержинске — 8,7 тысяч жителей. На 1 января 1941 года в городе насчитывалось свыше 20 промышленных предприятий.

## Город во время Великой Отечественной войны

### Минский укрепрайон
В 1930—1933 годах вдоль западной границы СССР были построены пять укрепленных районов (УРов). Наиболее сильным из урн по насыщенности фортификационными сооружениями, огневыми средствами и протяженности был Минский УР, он проходил в 40-60 км от Минска. Часть Минского УРа проходила по территории Дзержинского района. Его ширина здесь достигала 40 км. Этот участок прикрывал западные и юго-западные подходы к белорусской столице.
В конце июня 1941 года в Минском УРе на Дзержинском военно-стратегическом направлении развернулись ожесточенные оборонительные бои. Возле Дзержинска был создан узел сопротивления из подразделений 444-го стрелкового полка, 575-го артиллерийского полка 108-й стрелковой дивизии и расположенных в районе Дзержинска пулеметных и артиллерийских ДОТов. Они контролировали дороги Рубежевичи—Дзержинск и Негорелое-Минск, по которым гитлеровские войска продвигались к Минску. Особенно напряженные бои развернулись 26—27 июня.
До нашего времени на территории района сохранились оборонительные сооружения, в том числе и возле Дзержинска.
26 июня 1941 года солдаты 108-й дивизии генерала А. И. Мавричева вступили в бой возле Дзержинска с 18-й танковой дивизией гитлеровцев. В течение четырех дней происходили столкновения с противником. Советским солдатам активно помогали жители Дзержинска, колхозники окрестных деревень. Они возводили укрепления, копали траншеи, подвозили боеприпасы, питание, оказывали помощь раненым. Несмотря на сопротивление, 28 июня немецко-фашистские захватчики оккупировали город Дзержинск. На захваченной территории немецкие фашисты установили жестокий оккупационный режим.
7 ноября 1941 года гитлеровцы уничтожили в Дзержинске около 2 тысяч граждан, в то же время создавались партизанские и подпольные группы.

### Дзержинское большевистское подполье
С началом фашистской оккупации в районе начали создаваться подпольные группы, основной целью которых была борьба с немецко-фашистскими захватчиками.
Первая подпольная группа в Дзержинске была создана в артели «Красный штамповщик» в августе 1941 года инициаторами и организаторами группы были И. А. Жуковец, Г. В. Будай, П. М. Хмелевский. Они начали сплачивать вокруг себя пробольшевистски настроенных людей. Большевики развернули массово-политическую работу среди жителей Дзержинска, призвали бойкотировать распоряжения оккупационных властей, организовали сбор оружия и боеприпасов. Вскоре возникли подпольные группы в других населенных пунктах района.
Для общего руководства Объединенной подпольной организацией района был создан Дзержинский антифашистский комитет «Смерть фашизму». Руководителем его избран Г. В. Будай. С созданием комитета «Смерть фашизму» деятельность подпольных групп района приобрела целенаправленный и организованный характер. Дзержинское подполье имело тесные связи с партизанскими отрядами имени Буденного, имени Фрунзе, имени Чкалова, «Боевым». Члены патриотического подполья принимали активное участие в сборе оружия и боеприпасов.
Одной из главных задач, которую ставил перед подпольщиками комитет «Смерть фашизму», была организация массово-политической работы среди населения Дзержинщины. Подпольщики проводили активную разведывательную работу. Информация об обстановке в районе давало возможность направить борьбу мирного населения на срыв различных мероприятий оккупационных властей. Гитлеровцы жестоко расправлялись с участниками подполья.
В октябре 1942 года в Дзержинске начались аресты, что явилось результатом провала Минского подполья. Оккупантам стали известны имена руководителей подпольной организации. 8 октября были схвачены П. М. Хмелевский, его отец М. Н. Хмелевский, жена Г. В. Будая — Н. Ф. Котешова. П. М. Хмелевский при помощи минских подпольщиков сбежал из минской тюрьмы. Н. Ф. Котешова и М. Н. Хмелевский были замучены и убиты гитлеровцами. Главе комитета «Смерть фашизму» Г. В. Будаю чудом удалось избежать ареста. Он пошел в партизанский отряд имени Сталина. Большинство участников Дзержинского подполья также влилось в партизанские отряды. Многие из них стали командирами и комиссарами партизанских бригад.
Деятельность дзержинских подпольщиков была высоко отмечена, за мужество и героизм, проявленные в борьбе против немецко-фашистских захватчиков, более 60 членов Дзержинской подпольной патриотической организации были отмечены орденами и медалями.
4—6 июля 1944 года в ходе наступательной операции «Багратион» были освобождены некоторые населенные пункты района. Согласно боевому распоряжению от 6 июля 1944 года 95-я и 290-я стрелковые дивизии до 5 часов утра 7 июля маршем должны были выйти в окрестностях Дзержинска. 290-я стрелковая дивизия под командованием генерал-майора И. Г. Гаспаряна, не встречая серьезного сопротивления со стороны противника, 7 июля освободила Дзержинск.
На центральной площади был установлен мемориальный знак в честь освобождения города. Свыше 4 тысяч жителей города и района сражались с врагом в рядах Красной Армии, подполье, партизанских бригадах и отрядах.
В Дзержинске от рук немецко-фашистских карателей погибли 2180 человек, на фронтах войны полегли 256, в партизанских отрядах и бригадах, в патриотическом подполье — 140, были вывезены на принудительные работы в Германию — 78 человек.
Около 3 тысяч воинов и партизан, уроженцев Дзержинщины, награждены боевыми орденами и медалями, из них: Александр Бурак, Михаил Гармоза, Антон Гурин, Марат Казей, Иван Леонович, Евгений Фоминых, Николай Шарко удостоены высокого звания Героя Советского Союза, а Иван Шмея стал полным кавалером ордена Славы.

## Современность
После войны от города остались руины, горы битого кирпича и стекла, чёрные пожарища, улицы были срыты воронками от снарядов. Жители ютились в деревянных бараках и землянках. За время гитлеровской оккупации в городе были разграблены и уничтожены все промышленные предприятия, большая часть жилых домов. Много общественных построек, в том числе здания райкома партии и райисполкома, городской кинотеатр, клуб имени Ленина, районная больница, промышленные предприятия и другие.
Послевоенный город, его планировочная структура сформированы в соответствии с генеральным планом, разработанным в 1948 году им предусматривалось коренным образом изменить облик города. Менее чем за 15 лет были сданы в эксплуатацию 12 промышленных предприятий, восстановлены административные здания, построены Дом культуры, кинотеатр, почта, радиоузел, 2-х школы, 40 двухэтажных жилых домов, построен стадион, на месте древнего замка — клинический городок; проведен водопровод и канализация. Современный город занимает оба берега реки Нетечка (приток Перетути. Главная планировочная ось —улица Ленинская, на которой сформирована площадь Дзержинского — общественный центр с административными зданиями. Бульваром площадь соединена с торговым центром (историческая часть города на стыке улиц Карла Маркса и Ленинской). Центральная часть, а также улица Минская и набережная реки застраиваются многоэтажными жилыми домами.